# Amayé-sur-Seulles
Amayé-sur-Seulles ist eine französische Gemeinde mit 211 Einwohnern (Stand: 1. Januar 2022) im Département Calvados in der Region Normandie. Sie gehört zum Arrondissement Vire und zum Kanton Les Monts d’Aunay. Die Einwohner werden als Amayens bezeichnet.

## Geografie
Amayé-sur-Seulles liegt an der Grenze zu den als Régions naturelles klassifizierten Landschaften Bessin und Bocage virois im Seulles-Tal, etwa fünf Kilometer westlich von Villers-Bocage und sieben Kilometer östlich von Caumont-l’Éventé. Umgeben wird Amayé-sur-Seulles von Anctoville im Norden, Nordwesten und Nordosten, Saint-Louet-sur-Seulles im Osten, Tracy-Bocage im Südosten sowie Cahagnes in südlicher, südwestlicher wie auch westlicher Richtung.

## Bevölkerungsentwicklung
| Jahr                             | 1793 | 1836 | 1876 | 1926 | 1946 | 1968 | 1990 | 2008 | 2016 |
| Einwohner                        | 414  | 439  | 340  | 224  | 172  | 195  | 158  | 203  | 227  |
| Quelle: Cassini, EHESS und INSEE |      |      |      |      |      |      |      |      |      |

## Sehenswürdigkeiten
- Kirche Saint-Vigor aus dem 15. Jahrhundert; zwei Marienbildnisse im Inneren, zurückdatiert ins 16. beziehungsweise 18. Jahrhundert, sind seit 1983 als Monument historique klassifiziert[3][4]
- Schloss aus dem 18. Jahrhundert

## Gemeindepartnerschaften
Über den Kanton Les Monts d’Aunay, zu dem Amayé-sur-Seulles gehört, besteht eine Partnerschaft zur deutschen Marktgemeinde Mömbris.